# 粗糙短蜂介
粗糙短蜂介（学名：Mutilus salebrosa）为半花介科短蜂介屬下的一个种。